# Ми з Кронштадта
«Ми з Кронштадта» (рос. «Мы из Кронштадта») — російський радянський художній фільм, поставлений у 1936 році режисером Ю. Дзиганом.

## Сюжет
У фільмі описуються події жовтня 1919 року. Білогвардійці з формувань Юденича осаджують Петроград. На допомогу піхотинцям, які обороняли місто, в Кронштадті організовується експедиційний загін матросів. Група моряків з цього загону потрапляє в полон і гине. Врятуватися вдається тільки одному матросу Артему Балашову. У Кронштадті йому пропонують очолити новий десант моряків.

## У ролях
- Георгій Бушуєв — матрос Артем Балашов
- Василь Зайцев — комісар Мартинов
- Микола Івакін — червоноармієць
- Олег Жаков — командир стрілецького полку
- Раїса Єсипова — дружина командира
- Петро Кирилов — матрос Валентин Безпрозванних
- Е. Гунн — матрос Антон Карабаш
- Міша Гуриненко — юнга

## Знімальна група
- Режисер: Ю. Дзиган
- Директор картини — Аркадій Євгенович Алексєєв
- Співрежисер — Г. Березко
- Оператор — Н. Наумов-Страж
- Автор сценарію — В. Вишневський
- Другий оператор — Я. Берлінер
- Кіностудія: Мосфільм